# (1537) Transylvania
(1537) Transylvania – planetoida z pasa głównego asteroid okrążająca Słońce w ciągu 5 lat i 114 dni w średniej odległości 3,04 au. Została odkryta 27 sierpnia 1940 roku w Obserwatorium Svábhegyi w Budapeszcie przez Gyulę Strommera. Nazwa planetoidy pochodzi od rumuńskiej nazwy Siedmiogrodu (Transylwania), gdzie urodził się odkrywca. Przed nadaniem nazwy planetoida nosiła oznaczenie tymczasowe (1537) 1940 QA.